# Alois Obtulovic
Alojz Obtulovič (Rózsahegy, 1921. december 21. – ?) szlovák labdarúgó, nemzetközi labdarúgó-játékvezető. A rózsahegyi temetőben helyezték örök nyugalomra.

## Pályafutása

### Nemzeti játékvezetés
Játékvezetésből 1939-ben Zsolnán vizsgázott.[forrás?]. A Csehszlovák Labdarúgó-szövetség Játékvezető Bizottságának (JB) minősítésével 1952-től az 1. futbalová liga játékvezetője. Küldési gyakorlat szerint rendszeres partbírói szolgálatot is végzett. A nemzeti játékvezetéstől 1967-ben visszavonult. 1. futbalová liga mérkőzéseinek száma: 94.

### Nemzetközi játékvezetés
A Csehszlovák labdarúgó-szövetség JB terjesztette fel nemzetközi játékvezetőnek, a Nemzetközi Labdarúgó-szövetség (FIFA) 1954-től tartotta nyilván bírói keretében. Több nemzetek közötti válogatott, valamint Kupagyőztesek Európa-kupája és Bajnokcsapatok Európa-kupája klubmérkőzést vezetett, vagy működő társának alapvonalbíróként segített. A csehszlovák nemzetközi játékvezetők rangsorában, a világbajnokság-Európa-bajnokság sorrendjében többedmagával a 13. helyet foglalja el 3 találkozó szolgálatával. A  nemzetközi játékvezetéstől 1966-ban búcsúzott. Válogatott mérkőzéseinek száma: 5.
Az 1966-os labdarúgó-világbajnokságon a FIFA JB játékvezetőként foglalkoztatta. Selejtező mérkőzést az UEFA zónában irányított. 
| Időpont           | Helyszín                  | Mérkőzés típusa           | Mérkőzés                 | Eredmény | Nézők száma |
| ----------------- | ------------------------- | ------------------------- | ------------------------ | -------- | ----------- |
| 1965. október 24. | Miejski Stadion, Szczecin | előselejtező (8. csoport) | Lengyelország–Finnország | 7 – 0    | 31 000      |

1964-ben az UEFA által Hollandiában rendezett az ifjúsági torna egyik játékvezetője.
Az 1960-as labdarúgó-Európa-bajnokságon és az 1964-es labdarúgó-Európa-bajnokságon az UEFA JB bíróként alkalmazta.
1960-as labdarúgó-Európa-bajnokság
| Időpont          | Helyszín                        | Mérkőzés típusa              | Mérkőzés       | Eredmény | Nézők száma |
| ---------------- | ------------------------------- | ---------------------------- | -------------- | -------- | ----------- |
| 1959. június 21. | Walter Ulbricht Stadion, Berlin | előselejtező (döntő csoport) | NDK–Portugália | 0 – 2    | 23 400      |

1964-es labdarúgó-Európa-bajnokság
| Időpont           | Helyszín                  | Mérkőzés típusa              | Mérkőzés            | Eredmény | Nézők száma |
| ----------------- | ------------------------- | ---------------------------- | ------------------- | -------- | ----------- |
| 1962. november 4. | Partizán Stadion, Belgrád | előselejtező (döntő csoport) | Jugoszlávia–Belgium | 3 – 2    | 25 430      |

Bajnokcsapatok Európa-kupája
| Időpont           | Helyszín                  | Mérkőzés típusa | Mérkőzés                              | Eredmény |
| ----------------- | ------------------------- | --------------- | ------------------------------------- | -------- |
| 1964. december 6. | Lokomotiv Stadion, Szófia | nyolcaddöntő    | PFK Lokomotiv Szofija–Győri Vasas ETO | 4 – 3    |

Vásárvárosok kupája
| Időpont             | Helyszín                      | Mérkőzés típusa             | Mérkőzés                 | Eredmény |
| ------------------- | ----------------------------- | --------------------------- | ------------------------ | -------- |
| 1961. november 15.  | Városi Stadion, Lipcse        | előselejtező (2. forduló)   | Leipziger Auswahl–MTK    | 3 – 0    |
| 1963. szeptember 4. | Városi Stadion, Lipcse        | előselejtező (első forduló) | SC Leipzig–Újpesti Dózsa | 0 – 0    |
| 1963. szeptember 11 | Megyeri úti stadion, Budapest | előselejtező (első forduló) | Újpesti Dózsa–SC Leipzig | 3 – 2    |

Kupagyőztesek Európa-kupája
| Időpont             | Helyszín                   | Mérkőzés típusa             | Mérkőzés                             | Eredmény |
| ------------------- | -------------------------- | --------------------------- | ------------------------------------ | -------- |
| 1964. szeptember 9. | Kispesti Stadion, Budapest | előselejtező (első forduló) | Budapest Honvéd FC–FC Lausanne-Sport | 1 – 0    |

Mérkőzései az NB I-ben
| Időpont         | Helyszín                   | Mérkőzés   | Eredmény | Nézők száma |
| --------------- | -------------------------- | ---------- | -------- | ----------- |
| 1963. május 26. | Kispesti Stadion, Budapest | Honvéd–MTK | 1 – 1    | 20 000      |